# 正行王
正行王（まさゆきおう、弘仁7年（816年） - 天安2年7月10日（858年8月22日））は、平安時代初期の皇族。桓武天皇の孫。二品・万多親王の次男。官位は従四位上・弾正大弼。

## 経歴
初め兄・正躬王とともに大学で学び、嵯峨上皇の命により嵯峨院で仕えた。天長10年（833年）仁明天皇の即位に伴って二世王の蔭位により无位から従四位下に直叙されるとともに、侍従に任ぜられるが天皇から非常な寵遇を受けたという。左馬頭を経て、承和13年（846年）従四位上・右京大夫に叙任。
文徳朝では仁寿元年（851年）加賀守、斉衡2年（855年）弾正大弼を歴任。天安2年（858年）3月に美作権守を兼ねるが、同年7月10日卒去。享年43。最終官位は従四位上弾正大弼兼美作権守。

## 人物
文学と酒に熱中した一方で、鷹や馬の類を非常に愛玩したという。

## 官歴
『六国史』による。
- 天長10年（833年）3月6日：従四位下に直叙侍従
- 承和5年（838年） 11月20日：兼越中守
- 承和9年（842年） 日付不詳：左馬頭
- 承和13年（846年） 正月7日：従四位上。正月13日：右京大夫
- 嘉祥3年（850年） 3月27日：見加賀守。4月2日：見左京大夫
- 仁寿元年（851年） 日付不詳：加賀守
- 斉衡2年（855年） 2月15日：弾正大弼
- 天安2年（858年） 3月24日：兼美作権守。7月10日：卒去（従四位上弾正大弼兼美作権守）

## 系譜
- 父：万多親王[1]
- 母：不詳
- 生母不詳の子女
  - 男子：平高蹈[2]
  - 男子：平高居[2]
  - 男子：平高平
  - 女子：藤原清夏室